# Gmina Boguchwała
Die Gmina Boguchwała [bɔguˈxfawa] ist eine Stadt-und-Land-Gemeinde im Powiat Rzeszowski der Woiwodschaft Karpatenvorland in Polen. Ihr Sitz ist die gleichnamige Stadt mit etwa 6000 Einwohnern.

## Geschichte
Die Gemeinde gehörte von 1975 bis 1998 zur Woiwodschaft Rzeszów. Nachdem ihr Hauptort zum 1. Januar 2008 das Stadtrecht erhielt, wurde die Gemeinde Stadt-und-Land-Gemeinde.

## Gliederung
Die Stadt-und-Land-Gemeinde Boguchwała hat eine Fläche von 89 km², auf der etwa 20.000 Menschen leben. Neben der namensgebenden Stadt gehören neun Schulzenämter (sołectwo) zur Gemeinde:
Kielanówka, Lutoryż, Mogielnica, Niechobrz, Nosówka, Racławówka, Wola Zgłobieńska, Zarzecze und Zgłobień.

## Verkehr
Durch die Gemeinde führt die Landesstraße DK 9 (Europastraße 371), sie verläuft von Rzeszów über Barwinek in die Slowakei. Hinzu kommen etwa 59 Kilometer Kreisstraße (droga powiatowa).
Im Gemeindegebiet liegen die Stationen Boguchwała und Wisłoczanka an der Bahnstrecke Rzeszów–Jasło.
Der nächste internationale Flughafen ist der Flughafen Rzeszów-Jasionka, der etwa 15 Kilometer nördlich von Boguchwała liegt.